# Zagra
Zagra és un municipi de la província de Granada, amb una superfície d'11,19 km², una població de 1.094 habitants (2004) i una densitat de població de 97,77 hab/km². El seu topònim d'origen àrab, significa "frontera".